# SD戦国伝 天下統一編
SD戦国伝 天下統一編（エスディーせんごくでん てんかとういつへん）は、武者ガンダムシリーズの第3作である。

## 概要
プラモデルBB戦士の組立説明書に掲載されている漫画『コミックワールド』と、『デラックスボンボン』誌(1991年5月号～1992年1月号)上で掲載された『SD武者ガンダム風雲録』で展開された。
物語は、正規武者頑駄無シリーズの中で最も古い時代の出来事であり、未来からタイムスリップをした荒烈駆主を主人公に、過去と現在が複雑に絡み合う物語を描く。
物語は未来の人物が、結果として過去を変える物語である。タイムパラドックスの作用により、過去が変わった為後の未来がどのように変貌したのかは詳しくは書かれていない。

## あらすじ
風林火山編にて光の玉を揃え、真の力に目覚めた三代目大将軍や新生武者五人衆と共に、復活した闇皇帝に挑んだ荒烈駆主であったが、八紘の陣に飛び込んだ瞬間見知らぬ土地へと吹き飛ばされてしまう。
目覚めた荒烈駆主は鳳凰・雷の兄弟に出会い、その際二人の持っていた「地の鎧」に選ばれそれを継承、新荒烈駆主<ネオアレックス>へと進化を遂げる。
事態を把握しきれないまま頑駄無軍団の天地雷の鎧を装備する「頑駄無三武将」の一人として暗黒軍団との戦いに参加する新荒烈駆主だったが、次第に自分が過去の世界に飛ばされたという事実に気付き始めた。
天宮<アーク>の地を襲う、黒魔神率いる暗黒軍団と頑駄無軍団の戦いは熾烈を極めた。鳳凰頑駄無は予言の書のままに初代大将軍となり、黒魔神を倒す。そして新荒烈駆主は超時空戦闘機・璽威武装で元の時代へと帰っていく。全ては終わったかに見えた。
しかし時空を超えて飛来した闇皇帝が黒魔神を復活させ、黒魔神闇皇帝へと合体していたのだ。光の巻の予言に従い、闇の再来に備え四獣王の力を求める初代大将軍。だが、元の時代に戻った荒烈駆主を待っていたのは、崩壊した天地城とただ独り生き残り頑駄無軍団の全滅を伝える彼の影武者・影荒烈駆主だった。この歴史では黒魔神は倒したものの、黒魔神闇皇帝の手によって初代大将軍は倒され、続く二代目、三代目もまた闇皇帝に敗れていたのだ。
八紘の光輪に8つの力を宿し、頑駄無結晶の力を完全なものとして黒魔神闇皇帝に挑む初代大将軍。しかし暗黒と闇の力を宿した黒魔神闇皇帝には太刀打ちできない。そこへ二代目大将軍、三代目大将軍を伴い、自身も四代目大将軍に出世変化した荒烈駆主が飛来する。時空を超えて四人の大将軍が集結したのだ。

### 予言書「光の巻」
百ノ進の持つ謎の巻物。内容は時折変化し、様々な啓示を与える。
闇が太陽を包むとき 天・地・雷の鎧に秘めた力が一つとなり
天を纏う者は偉大なる力を手に入れる その名は大将軍
荒烈駆主に地の鎧がもたらされた頃に出現。陣に戻った直後に発生した日蝕の闇が太陽を包むとき、鳳凰頑駄無は初代頑駄無大将軍となった。
この大将軍という単語により、荒烈駆主は自分が過去の世界に飛ばされたことを理解する。
武者璽威武装
初代大将軍が黒魔神を倒した後に出現した、時空を超える力を持つ乗り物の設計図。百ノ進によって製作され、荒烈駆主を元の時代に送り届けた。
闇の再来あり 天下人の危機を救い真なる力をあたえる者は 四獣王なり
荒烈駆主が去ってしばらく経った頃に出現。闇の再来とは時空を超えて現れた闇皇帝により黒魔神が復活したことを意味しており、四獣王の力を得て頑駄無結晶の力を完全なものとするよう指示している。

### 歴史改変の経緯
天下統一編は結末に至るまでの間に何度かの歴史改変が発生している。
1順目
天地雷の鎧の内、地の鎧を纏う者が不在のため初代大将軍は黒魔神に敗れ死亡する。黒魔神は四獣王により封印されるも、いずれ復活することが予測された。生き延びた雷は初代大将軍の息子・雷凰を育て、黒魔神の復活に備える。そして黒魔神は闇皇帝となり、闇の鎧を介した殺駆を操って闇軍団を組織し、復活の機会を狙っていた。
武者七人衆編及び風林火山編に続く歴史。
2順目
未来より送り込まれた地の鎧を纏う新荒烈駆主の登場により、初代大将軍は黒魔神に勝利する。しかしこれを察知した未来の闇皇帝は自ら時空を超えて天下統一編の時代に現れると黒魔神を復活させて黒魔神闇皇帝へと合体し、初代大将軍を打倒、殺害することで歴史改変を阻止した。その後の二代目大将軍、三代目大将軍も闇皇帝を討つことはできず、頑駄無軍団は遂に全滅する。
元の時代に戻った荒烈駆主の見た歴史。
3順目
暗黒と闇の力を宿した黒魔神闇皇帝を倒すため、三代目大将軍の墓前から頑駄無結晶を受け継ぎ四代目大将軍となった荒烈駆主は再度璽威武装を駆り、存命だった時代の二代目大将軍、三代目大将軍を連れ出して黒魔神闇皇帝と戦う初代大将軍の元へ駆けつける。4つの頑駄無結晶の力を結集させることで、遂に闇は消え去った。
天下は統一され、天宮は初代大将軍の元、二代目大将軍、三代目大将軍、殺駆頭、そして四代目大将軍により平和に治められ、栄華を極めることとなる。

## 登場人物
括弧内はモチーフとなった兵器・キャラクター。ただし、モチーフについて公式には発表されていないので諸説ある。

### 頑駄無軍団
正規武者頑駄無シリーズにおいて最初に作られた頑駄無軍団。対闇将軍との戦いの為組織され、以降風林火山編に至るまで存続する(それ以降の頑駄無軍団は名称のみの流用につき別組織)。
この天下統一編で登場するのは武者七人衆編・風林火山編に登場する武者達の父親の若き姿。本来の歴史では、黒魔神との戦いにおいてそのほとんどが命を落とす結果となっていた。
この時代は武者七人衆編の30年前である為、時期的に次作の主要人物の多くが既に生まれている。

#### 頑駄無三武将
「天」「雷」「地」の天空三武将の鎧を受け継いだ武将。頑駄無軍団の主要人物たち。どのようにして神器を手に入れたのかは不明。
最終的には3名中2名が大将軍に出世する。
武者荒烈駆主（ガンダムNT-1）
本編の主人公。前作「風林火山編」最終話で八紘の陣によって見知らぬ土地へ飛ばされてしまった。
過去の世界に飛ばされたと気付かず（風雲録では時空を越えた影響で記憶を失っている）、戸惑っていたところに鳳凰・雷の兄弟と出会い、二人が持っていた「地の鎧」に選ばれて新荒烈駆主となり兄弟と共に暗黒軍団と戦う。
光の巻に記された大将軍出現の予言から、自分が過去の世界に飛ばされたことに気付く。そして初代大将軍と共に黒魔神を倒し、超時空戦闘機「璽威武装」を駆り元にいた時代に戻るが、そこで待っていた影荒烈駆主から三代目大将軍の死と頑駄無軍団壊滅の知らせを聞く。甦った黒魔神闇皇帝を倒すため、再び時を超え歴代大将軍達を救い集め、頑駄無結晶に認められて四代目大将軍へと出世変化した。
新荒烈駆主<ネオアレックス>（ガンダムNT-1）
| 鎧の名   | 地の鎧                                               | 銃                                                   | 大目牙スペシャル                                     |
| 神器の名 | 地帝の神器                                           | 刀                                                   | 地神剣                                               |
| 翼の名   | 地脈翼                                               | 必殺技                                               | 陽炎斬り                                             |
| 力の源   | 大地のやくどう（地核エネルギー）すなわち“地”の力なり | 大地のやくどう（地核エネルギー）すなわち“地”の力なり | 大地のやくどう（地核エネルギー）すなわち“地”の力なり |
荒烈駆主が地の鎧を纏った姿。本体の黒い部分が青に、目の色が緑から赤に変化している。「頑駄無三武将」の一人として鳳凰以下この時代の頑駄無軍団と共に戦う。
「地！」の掛け声で背面に「地帝の神器」が現れ、戦闘形態となる。
BB戦士 No.73「新荒烈駆主」/No.51武者荒烈駆主に地の鎧と地帝の神器を追加。大目牙スペシャルは大目牙種子島にシールを追加したもの。
元祖SD No.76「新荒烈駆主」/No.49武者荒烈駆主に地の鎧と地帝の神器、大目牙種子島とは別デザインの大目牙スペシャルを追加。武神の鎧は削除されている。
四代目頑駄無大将軍（ガンダムNT-1）
| 飛行形態 | 超破鳳凰 <スーパーフェニックス>                                 | 刀                                                              | 武神剣                                                          |
| 軍配     | 結晶の軍配<クリスタルノグンパイ>                                | 大砲                                                            | 超破大目牙砲<スーパーオメガキャノン>                            |
| 銃       | 鳳凰砲<フェニックスキャノン>                                    | 必殺技                                                          | 超破荒断駆<スーパーアタック>                                    |
| 光の予言 | 四つの結晶<クリスタル>が集まるとき 奇跡がおき黒き闇はきえさる!! | 四つの結晶<クリスタル>が集まるとき 奇跡がおき黒き闇はきえさる!! | 四つの結晶<クリスタル>が集まるとき 奇跡がおき黒き闇はきえさる!! |
現代に戻った荒烈駆主が、頑駄無結晶に認められて出世した姿。時空を超えて4つの頑駄無結晶、即ち4人の歴代大将軍を集結させて黒魔神闇皇帝を倒し、天下統一を果たす。
スーパーケンタウロスや超破鳳凰へ変形する。
BB戦士 No.94「四代目頑駄無大将軍」/武神剣、鳳凰砲、結晶の軍配、武神の盾、超破大目牙砲を装備。の着脱により軽装タイプになる。スーパーケンタウロス、超破鳳凰に変形。鳳凰砲、超破大目牙砲から弾丸を発射。
元祖SD No.98「四代目頑駄無大将軍」/大型モデル。鳳凰砲、武神の盾、超破大目牙砲を装備。スーパーケンタウロス、超破鳳凰に変形。
デザイン担当だった奥田教授によれば、初めて大将軍を担当できたことが嬉しくて色々ギミックを入れているうちにコテコテの大将軍になってしまったとのこと（BB戦士情報局 Vol.3より）。
武者璽威武装<ムシャジーアーマー>（Gアーマー）
| 支援機   | 光空戦闘機<コアファイター>                   | 大砲                                         | 時空砲                                       |
| 前部     | 鋭機<エイメカ>                               | 翼の名                                       | 光空翼<コアウイング>                         |
| 後部     | 尾機<ビイメカ>                               | 必殺技                                       | 時空破                                       |
| 名の由来 | 時を超え空を貫く超機械その名も“武者璽威武装” | 時を超え空を貫く超機械その名も“武者璽威武装” | 時を超え空を貫く超機械その名も“武者璽威武装” |
光の巻に示された設計図によって百ノ進が開発した支援メカ。時空を越える力がある。
荒烈駆主を元の時代に送り返し、更に時をさかのぼって黒魔神闇皇帝と戦う初代大将軍の元に3つの頑駄無結晶を送り届けた影の功労者。
Gアーマー同様側面に盾が配置されるが、格納する荒烈駆主（NT-1）に合わせ盾のデザインもNT-1のシールドを元にしている。
BB戦士 No.88「武者璽威武装」/No.28Gアーマーに新規パーツを追加したもの。別売の荒烈駆主を格納できる。
元祖SD No.31として『武者七人衆編』の時に発売された璽威武装とは別物（設定やデザイン自体が異なる）。
鳳凰頑駄無<ホウオウガンダム>（ガンダム5号機）
| 鎧の名   | 天の鎧                                           | 銃                                               | 羅武駄<ラムダ>                                   |
| 神器の名 | 天帝の神器                                       | 刀                                               | 天神剣                                           |
| 翼の名   | 天道翼                                           | 必殺技                                           | 海鳴斬り                                         |
| 力の源   | 太陽の輝き（太陽エネルギー）すなわち“天”の力なり | 太陽の輝き（太陽エネルギー）すなわち“天”の力なり | 太陽の輝き（太陽エネルギー）すなわち“天”の力なり |
もう一人の主人公。「天の鎧」を授かる頑駄無軍団の長。
荒烈駆主が過去の世界で出会った武者兄弟の兄。弟・雷頑駄無と共に「異国より来たりし救世主」を探していた。愛馬は光丸。
「天！」の掛け声で背面に「天帝の神器」が現れ、戦闘形態となる。
本来の歴史では、大将軍となった後黒魔神との戦いで命を落とすはずだったが、荒烈駆主が来たことにより天地雷の鎧の力を使うことができたため、黒魔神との戦いに勝利する。だがその後現れた黒魔神闇皇帝によって再び命を落とす。最終的には四代目大将軍が未来より連れて来た歴代大将軍達の力を借り、黒魔神闇皇帝を打ち倒す事で歴史が改変される。
BB戦士 No.75「鳳凰頑駄無」/天神剣、羅武駄、天帝の神器を装備。鎧の着脱により軽装タイプになる。羅武駄から弾丸を発射。
元祖SD No.82「鳳凰頑駄無」/天神剣、羅武駄、天帝の神器を装備。
初代頑駄無大将軍
| 鎧の名 | 光の鎧                                       | 銃                                           | 羅武駄スペシャル<ラムダスペシャル>           |
| 光の石 | 頑駄無結晶                                   | 刀                                           | 天光剣                                       |
| 背神器 | 八紘の光輪                                   | 必殺技                                       | 天光斬                                       |
| 力の源 | 天光の輝き（頑駄無結晶）すなわち“光”の力なり | 天光の輝き（頑駄無結晶）すなわち“光”の力なり | 天光の輝き（頑駄無結晶）すなわち“光”の力なり |
鳳凰頑駄無が天地雷の鎧の力で出世した姿。しかし頑駄無結晶の輝きはまだ完全ではない。
天地雷の力を結集し、黒魔神を討つ。改変前の歴史においては地の鎧を受け継いだ新荒烈駆主がいないため黒魔神との戦いに敗れ死亡していた。
BB戦士 No.79「初代頑駄無大将軍」/No.75鳳凰頑駄無に大将軍鎧を追加したもの。武器類は全て鳳凰頑駄無の流用。鳳凰頑駄無のパーツも含め、白い部品はパールホワイト成型。
初代頑駄無大将軍（完全）
| 守護獣   | 炎鳳凰<ファイヤーフェニックス>                                                                    | 四獣王の武器                                                                                      | 獣王神（器）                                                                                      |
| 飛行形態 | 大鳳凰<ダイフェニックス>                                                                          | 大砲                                                                                              | 羅武駄大目牙<ラムダオメガ>                                                                        |
| ニードル | 雷撃針                                                                                            | 必殺技                                                                                            | 大光破                                                                                            |
| 強力変身 | 八紘の光輪にみなぎりし“天・地・雷・武・獅・龍・犀・隼”八つの力、 今、真の頑駄無大将軍ここに見参!! | 八紘の光輪にみなぎりし“天・地・雷・武・獅・龍・犀・隼”八つの力、 今、真の頑駄無大将軍ここに見参!! | 八紘の光輪にみなぎりし“天・地・雷・武・獅・龍・犀・隼”八つの力、 今、真の頑駄無大将軍ここに見参!! |
初代大将軍が四獣王の武器を身に付け、邪滅の矢を額に受けることで8つ全ての力を宿し頑駄無結晶の力を完全なものとした状態。巨大化も可能となる。しかし1人の大将軍では2重の闇の力を宿した黒魔神闇皇帝には太刀打ちできなかった。
四獣王の武器はそれぞれ瞬発の銃→獅王陣、神秘の槍→龍王陣、豪力の楯→犀王陣、飛翔の剣→隼王陣へ名前と形状が変化。炎鳳凰と合体して大鳳凰となる。
BB戦士 No.91「豪華初代頑駄無大将軍」/大型モデル。獅王陣、龍王陣、犀王陣、隼王陣、羅武駄大目牙を装備。炎鳳凰と合体し大鳳凰に変形。八紘の光輪は回転ギミックを備える。スイッチ操作により目が心眼モードに。獅王陣、羅武駄大目牙から弾丸を発射。
元祖SD No.95「初代頑駄無大将軍」/大型モデル。羅武駄大目牙を装備。炎鳳凰と合体し大鳳凰に変形。
雷頑駄無<イカヅチガンダム>（ガンダム4号機）
| 鎧の名   | 雷の鎧                                           | 銃                                               | 電流魂<デルタ>                                   |
| 神器の名 | 雷帝の神器                                       | 刀                                               | 雷神剣                                           |
| 翼の名   | 雷電翼                                           | 必殺技                                           | 鬼火斬り                                         |
| 力の源   | 雷雲の怒り（電撃エネルギー）すなわち“雷”の力なり | 雷雲の怒り（電撃エネルギー）すなわち“雷”の力なり | 雷雲の怒り（電撃エネルギー）すなわち“雷”の力なり |
鳳凰頑駄無の弟で「雷の鎧」を授かる。兄の片腕として軍団を支えていた。愛馬は雷丸。
「雷！」の掛け声で背面に「雷帝の神器」が現れ、戦闘形態となる。
本来の歴史では、暗黒軍団との戦いにおいて兄を亡くし、一時期、農民へと身をおき、二人の息子（後の武者と農丸）と共に暮らしていた。その後、頑駄無軍団を再興し、将頑駄無と名乗る。
BB戦士 No.76「雷頑駄無」/雷神剣、電流魂、雷帝の神器を装備。鎧の着脱により軽装タイプになる。電流魂から弾丸を発射。
元祖SD No.80「雷頑駄無」/雷神剣、電流魂、雷帝の神器を装備。

#### 幹部
武神頑駄無<ブジンガンダム>（Ζガンダム）
| 神器の名 | 阿修羅の神器                                   | 弓銃                                           | 鋼龍弩<コウリュウド>                           |
| 盾       | 武甲の盾                                       | 刀                                             | 赤龍刀                                         |
| 槍       | 貴龍戟                                         | 必殺技                                         | 邪滅破                                         |
| 名の由来 | 武芸を神業のごとく華麗にあつかう者“武神頑駄無” | 武芸を神業のごとく華麗にあつかう者“武神頑駄無” | 武芸を神業のごとく華麗にあつかう者“武神頑駄無” |
異国（影舞乱夢<エイブラム>）からやってきた戦士。精太の父。
頑駄無軍団と暗黒軍団の合戦に居合わせ、そのまま頑駄無軍団に協力する。弓の達人で、家宝の「邪滅の矢」を雷に託して初代大将軍誕生に貢献した。
BB戦士 No.77「武神頑駄無」/赤龍刀、貴龍戟、鋼龍弩、厳戒の弓・邪滅の矢、武甲の盾を装備。鎧の着脱により軽装タイプになる。赤龍刀に隠し刀が仕込まれている。鋼龍弩より弾丸を発射。
元祖SD No.86「武神頑駄無」/赤龍刀、鋼龍弩、厳戒の弓・邪滅の矢、武甲の盾を装備。鋼龍弩より弾丸を発射。兜頭頂のたてがみ飾りはビニルパーツを使用。
百ノ進<ヒャクノシン>（百式）
頑駄無軍団の参謀であり優れた技術者。予言書「光の巻」の謎の解明、璽威武装の開発などを行った。後に字音太君<ジオンダイクン>と改名。百士貴・百鬼丸の父。

#### 四獣王
獣の心と一体化する事で、獣の力を己の者とする者達4人の総称。天空四天王の力を受け継いだと言われる。彼らは後の風林火山四天王の父でもある。息子から狩人（摩亜屈）や高貴な家柄（仁宇）として認識されていた事から、普段は別に暮らしていた模様。
なお、BB戦士のキットでは武者の定番だったメッキパーツを廃し、全員に新機軸の素材が使われているという特徴がある。
獅頑駄無<シシガンダム>（ΖΖガンダム）
| 守護獣   | 白獅                                       | 銃                                         | 瞬発の銃                                   |
| 戦闘形態 | 獅王の陣                                   | 刀                                         | 獅王剣                                     |
| たてがみ | 火炎のたてがみ                             | 必殺技                                     | 波動撃                                     |
| 名の由来 | 火炎の力を宿した獅の化身すなわち“獅頑駄無” | 火炎の力を宿した獅の化身すなわち“獅頑駄無” | 火炎の力を宿した獅の化身すなわち“獅頑駄無” |
四獣王の伝説を求め千尋の谷を訪れた初代大将軍と雷を谷底に突き落とし、這い上がって来たのを見届けると「瞬発の銃」を授け、龍鳴寺へ向かうよう告げた。駄舞留精太の父。守護獣は白獅。
BB戦士 No.80「獅頑駄無」/瞬発の銃、獅王剣を装備。鎧を外し、軽装タイプと白獅に分離する。獅王の陣に変形。瞬発の銃から弾丸を発射。頭部両側の火炎のたてがみは植毛シールで再現されている。
元祖SD No.88「獅頑駄無」/瞬発の銃、獅王剣を装備。獅王の陣に変形するが瞬発の銃を胴体に接続しない。頭部両側の火炎のたてがみは植毛パーツで再現されている。BB戦士と異なる金と青の多い配色。
龍頑駄無<リュウガンダム>（νガンダム）
| 守護獣   | 紅龍                                       | 槍                                         | 神秘の槍                                   |
| 戦闘形態 | 龍王の陣                                   | 刀                                         | 龍王剣                                     |
| 宝玉     | 疾風の宝玉                                 | 必殺技                                     | 昇龍波                                     |
| 名の由来 | 疾風の力を宿した龍の化身すなわち“龍頑駄無” | 疾風の力を宿した龍の化身すなわち“龍頑駄無” | 疾風の力を宿した龍の化身すなわち“龍頑駄無” |
龍鳴寺の住職。仁宇の父。訪れた初代大将軍に「神秘の槍」を授け、犀の河原へ向かうよう告げた。
BB戦士 No.83「龍頑駄無」/神秘の槍、龍王剣、怒嵐銃<ドランガン>を装備。鎧を外し、軽装タイプと紅龍に分離する。龍王の陣に変形。怒嵐銃から弾丸を発射。肩鎧にある疾風の宝玉はガラス玉を使用している。ガラス玉はその後も何度か使用されている。
元祖SD No.87「龍頑駄無」/神秘の槍、龍王剣、怒嵐銃を装備。背面のパーツを上下させると龍の下顎が開閉。BB戦士と異なる白の多い配色。
犀頑駄無<サイガンダム>（サイコガンダム）
| 守護獣   | 紫犀                                       | 楯                                         | 豪力の楯                                   |
| 戦闘形態 | 犀王の陣                                   | 刀                                         | 犀王剣                                     |
| 角       | 巨山の光角                                 | 必殺技                                     | 玉砕撃                                     |
| 名の由来 | 巨山の力を宿した犀の化身すなわち“犀頑駄無” | 巨山の力を宿した犀の化身すなわち“犀頑駄無” | 巨山の力を宿した犀の化身すなわち“犀頑駄無” |
犀の河原にて初代大将軍に「豪力の楯」と呼び子笛を授け、舞鳥峠で笛が木霊するところを探せと告げた。斎胡・砕虎摩亜屈の父。
『天下泰平編』において、紫犀は象のような「パオーン」という鳴き声を発している。
BB戦士 No.85「犀頑駄無」/豪力の楯、犀王剣、爆鋼烈<バクコウレツ>を装備。鎧を外し、軽装タイプと紫犀に分離する。犀王の陣に変形。爆鋼烈から弾丸を発射。全身各所にある巨山の光角は蓄光パーツを使用して光る。
隼頑駄無<ハヤブサガンダム>（ガンダムMk-II）
| 守護獣   | 青隼                                       | 銃                                         | 隼王砲                                     |
| 戦闘形態 | 隼王の陣                                   | 刀                                         | 飛翔の剣                                   |
| 爪       | 密林の鋼爪                                 | 必殺技                                     | 天空撃                                     |
| 名の由来 | 密林の力を宿した隼の化身すなわち“隼頑駄無” | 密林の力を宿した隼の化身すなわち“隼頑駄無” | 密林の力を宿した隼の化身すなわち“隼頑駄無” |
舞鳥峠にて初代大将軍に「飛翔の剣」と頑駄無結晶の力を完全なものとする方法のヒントを授けた。摩亜屈の父。守護獣は青隼。
BB戦士 No.89「隼頑駄無」/飛翔の剣、隼王砲を装備。鎧を外し、軽装タイプと青隼に分離する。隼王の陣に変形。隼王砲から弾丸を発射。肩鎧にある密林の鋼爪は金属パーツを使用。

#### 殺駆一族
頑駄無軍団と共に暗黒軍団と戦う武家ないし武士の一族。
この時代においては完全な協調関係であり、後の世で闇軍団として敵対する事となるのは本来の歴史において黒魔神が勝利した事が原因である。
殺駆<ザク>（ザクII）
殺駆一族頭領。後に殺駆頭と名乗り、時穏の国を治めることになる。雷頑駄無とは幼馴染であり国を越えた友人。黒魔神との戦いで雷頑駄無をかばって傷を負い、眼帯を付けるようになった。また、これがきっかけで、雷と強い友情が芽生えたとされている（当時の『コミックボンボン スペシャル』より）。
武器
雷雲丸/爆神砲
元祖 No.101黒魔神闇皇帝に付属。雷雲丸を装備。
技連<ギレン>（黒い三連星専用高機動型ザクII）
怒鋭<ドズル>（ドズル専用ザクII）
駆舞<ガルマ>（ガルマ専用ザクII）
殺駆に仕える初代殺駆三兄弟。名前の由来はザビ家のギレン・ザビ、ドズル・ザビ、ガルマ・ザビから。
なお、この三人の誰かが武者七人衆編の殺駆三兄弟の父親となっているのだが、一部書籍では「『武者七人衆編』の殺駆三兄弟の若りし日の姿」と紹介されている。

#### 構成員
若武者隊
後の武者七人衆の若かりし姿。武者頑駄無、若農丸頑駄無、若隼頑駄無、若精太頑駄無、若獅頑駄無、若龍頑駄無、若犀頑駄無の7人。BB戦士No.17『ムシャガンダム』の組み立て説明書に掲載された『コミックワールド』第11話「七人の頑駄無」での姿に準拠しており、武者頑駄無以外は、みな後の姿に比べ軽装である。
玄人斗 吏・我髄<プロトリ・ガズィ>（リ・ガズィ・カスタム）
突忍部隊員。吏・我髄の父。素早い動きで敵を圧倒する槍の達人。その実力は頑駄無達にも並ぶ。
玄人斗里空出伊鮮姿<プロトリックディアス>（プロトタイプ・リック・ディアス）
火忍部隊員。里空出伊鮮姿の父。怪力だけなら頑駄無達にも匹敵する。
頑巨砲<ガンキャノン>（ガンキャノン）
火忍軍団員。後の大戦で頑戦車とコンビを組む頑巨砲の若き日の姿。両肩の大砲を駆使しての後方射撃を得意とする。
玄人斗璽武<プロトジム>（ジム）
火忍軍団員。璽武と璽武通の先代。玄人斗暴留との連携で敵を翻弄する。
玄人斗暴留<プロトボール>（ボール）
下忍軍団員。後の暴留と同じく集団戦法を得意とするが、両者の関係は不明。

#### 現代の武者
三代目頑駄無大将軍
現代の大将軍。荒烈駆主が過去へ向かった後、闇皇帝との戦いに敗れ命を落としていた。自身の運命を察していたのか、荒烈駆主に宛てた密書を残している。
影荒烈駆主<カゲアレックス>（ガンダムNT-1）
| 鎧の名   | 月光の鎧                                           | 銃                                                 | 月大目牙<ルナオメガ>                               |
| くわがた | 三日月のくわがた                                   | 刀                                                 | 風雲丸                                             |
| 面       | 影武神                                             | 必殺技                                             | 月光斬                                             |
| 名の由来 | 地<アス>の影すなわち月<ルナ>の星宿す者“影荒烈駆主” | 地<アス>の影すなわち月<ルナ>の星宿す者“影荒烈駆主” | 地<アス>の影すなわち月<ルナ>の星宿す者“影荒烈駆主” |
荒烈駆主の影武者であり、八紘の陣以降の不在中その存在を守っていた。過去から帰還した荒烈駆主に現代で起こった事を伝え、三代目大将軍の遺言を託す。
BB戦士 No.87「影荒烈駆主」/No.37ガンダムNT-1に鎧と武具を追加したもの。月大目牙から弾丸を発射。No.67三代目頑駄無大将軍用のバトルマスクが付属する。

### 暗黒軍団
黒魔神を首領とする軍団。黒魔神の側近、龍将と飛将を中心に電撃部隊、機動爆撃部隊、飛忍、下忍などから構成される。生き残った者の一部は、闇軍団にも加わっている。
モチーフはティターンズ、ネオ・ジオンなど。
黒魔神<クロマジン>
黒魔神は過去の暗黒軍団の首領で、後の闇皇帝。
本来の歴史では初代大将軍を倒し、闇皇帝となったが、荒烈駆主の出現により歴史が改変され、初代大将軍に倒される。しかし、歴史の改変に気付いた未来の自分自身である闇皇帝の手により復活し、さらに両者が合体して黒魔神闇皇帝となった。これが光の巻に記された「闇の再来」である。初代大将軍を殺害し荒烈駆主による歴史改変を阻止しようとするが、4人の大将軍たちの光の力の前に敗れ去る。
後に『ムシャ戦記 光の変幻編』において、天魔大帝の分身の一つであることが判明する。
闇皇帝
初代大将軍に敗れた黒魔神の前に現れた、未来の同一存在。黒魔神を復活させ、更に自分との合体を促す。
黒魔神闇皇帝<クロマジンヤミコウテイ>
| 闇の石 | 黒星石                                                                | 爪                                                                    | ギャザス                                                              |
| 心眼   | 黒幻眼                                                                | 背部                                                                  | グレムロウ                                                            |
| 角     | ズバルガス                                                            | 必殺技                                                                | 暗黒撃                                                                |
| 闇変幻 | 暗黒と闇が一つになるとき“超邪悪体”現る それすなわち“黒魔神闇皇帝”なり | 暗黒と闇が一つになるとき“超邪悪体”現る それすなわち“黒魔神闇皇帝”なり | 暗黒と闇が一つになるとき“超邪悪体”現る それすなわち“黒魔神闇皇帝”なり |
復活した黒魔神と未来から現れた闇皇帝が合体した姿。その暗黒と闇の力は完全な光の力を発動した初代頑駄無大将軍すら凌ぐ。
BB戦士 No.93「黒魔神闇皇帝」/No.45闇皇帝にパーツを追加したもの。黒魔神にパーツを追加し黒魔神闇皇帝となる。
元祖SD No.101「黒魔神闇皇帝」/No.55闇皇帝にパーツを追加したもの。黒魔神にパーツを追加し黒魔神闇皇帝となる。殺駆が付属。
龍将<リュウショウ>（バウ+バウ・アタッカー）
飛将<ヒショウ>（ズサ+バウ・ナッター）
黒魔神の側近。暗黒軍団の左大臣・龍将は空中戦を、右大臣・飛将は地上の高機動戦を得意とする。頑駄無三武将の前に一度は敗れ去ったが、黒魔神闇皇帝の手によって復活、新たに合身能力を得る。名前の由来はバウに書かれた文字から。
龍将飛将
| 甲剣     | 龍将の甲剣                                     | 銃                                             | 龍炎砲                                         |
| 脚       | 飛将の豪脚                                     | 刀                                             | 飛双刀                                         |
| 変幻形態 | 龍飛変幻                                       | 合体銃                                         | 飛龍砲                                         |
| 変幻の力 | 闇の根元よりさずかりし合身の力すなわち“変幻術” | 闇の根元よりさずかりし合身の力すなわち“変幻術” | 闇の根元よりさずかりし合身の力すなわち“変幻術” |
龍飛変幻によって龍将と飛将が合身した姿。コミック版では龍飛。
BB戦士 No.90「龍将飛将」/龍将と飛将の合体を再現。飛龍砲から弾丸を発射。
怒宇勉狼<ドーベンウルフ>（ドーベン・ウルフ）
雷撃部隊隊長。正々堂々とした戦いに徹し、卑怯な戦いを嫌う。この時代には何人かの同族がいたが、後の時代ではただ一人の生き残りを除いて全滅。文字通り“一匹狼”として行動することになる。
刃威悪乱<バイアラン>（バイアラン）
雷撃部隊副隊長。武人の鑑ともいえる生真面目な性格で、上下関係を重んじる。龍将飛将の非情な攻撃の前に壮絶な最期を遂げた。
虐風乱<ギャプラン>（ギャプラン）
飛忍。両腕の楯の先端部から針状の散弾を発射する。冷酷非情で、勝利のためには手段を選ばない。
滅殺荒<メッサーラ>（メッサーラ）
飛忍。虐風乱との連携による空中殺法を得意とする。両肩の巨砲は空陸双方に効果を発揮する。
我憎霧<ガゾウム>（ガ・ゾウム）
機動爆撃部隊員。機動力と重武装が特徴。
我坐士伊<ガザシイ>（ガザC）
機動爆撃部隊員。砲座に変形し、背中の大砲で後方支援攻撃を行う。
狩刃電威有破<ガルバルディアルファ>（ガルバルディα）
下忍部隊隊長。我流速侍影らを束ね、下忍の中では格上の存在。
我流速侍影<ガルスジェイ>（ガルスJ）
下忍。雑魚が編入されるまで最下級だった。
飛駆塞虫<ビグザム>（ビグ・ザム）
龍将・飛将が操る移動要塞。

## SD戦国伝 天下泰平編（アニメ版）
機動戦士SDガンダムまつりの一編として1993年3月13日に公開された劇場版アニメ。四代目大将軍をメインとした本編の後日談となっている。地上最強編につながる場面もあるが、各大将軍の実年齢が一致しないため、正規ではなく映画用パラレル作品となっている。
主な理由
1. 映画パンフレットでは、二代目頑駄無大将軍は「まだ若い為玩具遊びが好き」とあるが、武者七人衆編は天下統一編の30年後である為既に若くは無く、ほぼ同世代の従兄弟である武者が三代目大将軍へと出世したのはそれから15年後の風林火山編であり、従兄弟が三代目となっている時点で年齢が大体45歳である（もっとも本編では、初代、三代目共々老人のような声・口調ではある）。
2. 四代目こと荒烈駆主の義父である農丸は彼の実叔父、初代大将軍の時代から数えて約45歳であるのだが、若い頃の隠密頑駄無の姿で登場。その父親・雷こと初代将頑駄無が「ご隠居頑駄無」として兄・鳳凰こと初代大将軍より老けている。
3. その他、全体で見て各キャラクターとの年齢対比が凄まじく変（若いものの方が老けているなど）。もっとも四代目大将軍のコミックワールドでは、ラストシーンで過去と未来が融合したかのような描写（初代大将軍の時代には生まれていないはずの若殺駆頭が成人した姿で登場、同時に殺駆がいつの間にか殺駆頭になっている、など）がある。

なお、この映画が元で後のシリーズに「四代目大将軍が於雄得山で鬼退治をした」という伝説が残る。

### あらすじ
天下太平の世が来た。動乱に満ち溢れていた国土は歴代大将軍と殺駆頭により砕悪鋭、破射音、覇道和、光炉波、新時隠の五つに別れ、それぞれが自分たちの国を平和に治めている。
そんなある春の日、光炉波の国の光神城。天守閣で爆発音とともに「だから嫌だってばぁぁぁ！」と叫び声がこだまする。
世継ぎ跡継ぎ設けろと、各国（義大叔父と義叔父×2+α）から毎日送られる花嫁さがしの見合い写真。同僚からもてんやわんやと薦められる見合い攻めの毎日に、とうとう嫌気が差して武器を乱射して四代目大将軍はとびだしてしまう。
どうしたものかと悩む一同。その最中、武者風雷主が見合いをかねたイベントを企画、隠密のモールスによって各大将軍と殺駆頭、その家臣らが集結する。
一方四代目は平和の世に自分たち武者は不要なのではと思い悩む。そんなとき現れた不思議な鳥に於雄得山に巣食い、村を荒らすという鬼の軍団の話を聞き、討伐に向かう。しかし着いてみれば、村民に手厚く出迎えられ、さらに他武者たちも合流して大規模な花見が開催される。
訳がわからないまま盛り上がる宴会を抜け出す四代目はその先でガベ子と出会う。そして鬼退治に燃える四代目に対し、ガベ子は平和の世で戦ってはいけないと諭す。
一方、日が暮れて武者たちが酔いつぶれて寝入る中、彼らを歓迎した村の者達が不穏な動きを見せる。
実は村の者たちの正体は鬼の軍団であり、花見は鬼将軍の指示で武者たちを根絶やしにし彼らの時代を終わらせる罠だった。それに気づいて応戦する武者たち。しかし鬼将軍と対峙した途端、暴れまわったために全身に酔いが廻ってしまい戦闘不能に陥ってしまう。絶体絶命のピンチに駆けつける四代目。しかし、ガベ子の「戦ってはいけない」という言葉に苛まれ、剣を取ることが出来ずいじけてしまう。
そこへようやく酔いがさめた大将軍たちの説得により、守るための力と勇気に目覚め、奮起。歴代大将軍と殺駆頭協力のもと鬼将軍を打倒する。
倒れる鬼将軍より現れたのは結晶鳳凰だった。これまでの一連は結晶鳳凰が彼らに与えた試練だったのだ。結晶鳳凰は大将軍たちに平和を守るために真の勇気と力を求め旅立つよう告げ、彼方へ飛び立った。

### スタッフ
- 監督・絵コンテ:今西隆志
- 脚本:大熊朝秀
- キャラデザイン・作画監督:村瀬修功
- キャラ原案:横井孝二、今石進、寺島慎

### キャスト
- 四代目大将軍:飛田展男
- 初代大将軍:藤本譲
- 二代目大将軍:巻島直樹
- 三代目大将軍/鬼将軍:佐藤正治
- 武者風雷主:松本保典
- 武者江須:梁田清之
- 武者砕虎摩亜屈:山崎たくみ
- 殺駆頭:戸谷公次
- 古殺駆家老:江原正士
- 玖辺麗:夏樹リオ
- ガベ子:白鳥由里
- 御隠居頑駄無:千葉耕市
- 結晶鳳凰:梅津秀行

## ゲーム版
- SDガンダム SD戦国伝2 天下統一編 - （1992年1月18日、バンダイ、ゲームボーイ）